# Тюрстон (округ, Вашингтон)
Шаблон:StateAbbr_ 46°56′ пн. ш. 122°50′ зх. д. / 46.93° пн. ш. 122.83° зх. д.
Округ  Тюрстон (англ. Thurston County) — округ (графство) у штаті Вашингтон, США. Ідентифікатор округу 53067.

## Історія
Округ утворений 1852 року.

## Демографія
За даними перепису 2000 року загальне населення округу становило 207355 осіб, зокрема міського населення було 155884, а сільського — 51471. Серед мешканців округу чоловіків було 101543, а жінок — 105812. В окрузі було 81625 домогосподарств, 54951 родин, які мешкали в 86652 будинках. Середній розмір родини становив 2,99.
Віковий розподіл населення поданий у таблиці:
| Стать    | До 15 років | 15-21 | 22-29 | 30-39 | 40-49 | 50-65 | 65-85 | Понад 85 |
| -------- | ----------- | ----- | ----- | ----- | ----- | ----- | ----- | -------- |
| Чоловіки | 21862       | 11005 | 10490 | 14973 | 16588 | 16679 | 9010  | 936      |
| Жінки    | 20720       | 10370 | 10390 | 15411 | 18153 | 17085 | 11666 | 2017     |

## Суміжні округи
- Пірс — північний схід
- Льюїс — південь
- Ґрейс-Гарбор — захід
- Мейсон — північ/північний захід

## Виноски
1. ↑  U.S. Decennial Census. United States Census Bureau. Архів оригіналу за 12 травня 2015. Процитовано 8 січня 2014.
2. ↑  Historical Census Browser. University of Virginia Library. Архів оригіналу за 11 серпня 2012. Процитовано 8 січня 2014.
3. ↑  Population of Counties by Decennial Census: 1900 to 1990. United States Census Bureau. Архів оригіналу за 2 лютого 2019. Процитовано 8 січня 2014.
4. ↑  Census 2000 PHC-T-4. Ranking Tables for Counties: 1990 and 2000 (PDF). United States Census Bureau. Архів оригіналу (PDF) за 18 грудня 2014. Процитовано 8 січня 2014.
5. ↑  State & County QuickFacts. United States Census Bureau. Архів оригіналу за 21 липня 2011. Процитовано 8 січня 2014. [Архівовано 2011-06-07 у Wayback Machine.](англ.) Наведено за англійською вікіпедією.
6. ↑  American FactFinder. Бюро перепису населення США. Архів оригіналу за 26 лютого 2012. Процитовано 31 січня 2008. [Архівовано 2008-05-21 у Wayback Machine.]

| США | Це незавершена стаття з географії США. Ви можете допомогти проєкту, виправивши або дописавши її. |